# تومي كويل
تومي كويل (بالإنجليزية: Tommy Coyle)‏ (9 يناير 1959 بغلاسكو في المملكة المتحدة - ) هو لاعب كرة قدم بريطاني في مركز الوسط. لعب مع سانت جونستون ونادي دمبرتون وGlasgow United F.C. ‏ ونادي كلايدبانك ‏.